# Mao Kobayashi
Pour les articles homonymes, voir Kobayashi.
Mao Kobayashi (小林 麻央, Kobayashi Mao), née le 21 juillet 1982 à Ojiya et morte le 22 juin 2017 à Meguro (Tokyo), est une actrice et présentatrice japonaise, célèbre pour avoir tenu un blog sur le cancer qui la frappait.

## Biographie

### Étude et carrière
Mao Kobayashi est née en 1982 à Ojiya dans la préfecture de Niigata. Alors qu'elle est encore étudiante à l'université, elle commence à attirer l'attention de la télévision japonaise et devient, d'octobre 2003 à septembre 2006, présentatrice météo pour Fuji Television. En 2005, elle est diplômée de l'université Sophia, puis devient présentatrice pour Nippon Television à partir d'octobre 2006. Sur cette période, elle est actrice de plusieurs séries télévisées drama, et de quelques films.
Elle rencontre l'acteur de Kabuki Ichikawa Ebizō XI lors d'une interview. Leurs fiançailles sont rendues publiques fin 2009 et leur mariage a lieu le 29 juillet 2010.
Après son mariage, Mao arrête sa carrière télévisuelle pour se consacrer à sa famille. Elle a une fille en 2011, suivie d'un garçon en 2013.

### Maladie et décès
En juin 2016, à la suite des révélations d'un tabloïd, son mari tient une conférence de presse pour annoncer qu'elle est touchée par un cancer du sein, diagnostiqué depuis octobre 2014 et tenu secret jusqu'à ce moment. Le cancer est devenu métastatique et touche ses os et ses poumons.
Elle commence à tenir un blog, pour parler de sa maladie et de comment elle la gère, qui devient rapidement extrêmement populaire. Le succès de celui-ci incite la BBC à l'inclure dans sa liste 100 Women 2016,,,.
Le 22 juin 2017, elle meurt des suites de sa maladie, un mois avant son 35e anniversaire.

## Filmographie

### Films
- Tokyo Friends: The Movie (en) (2006)
- Captain (en) (2007)
- A Tale of Mari and Three Puppies (en) (2007)

### Drama
- Division 1 (Fuji TV, 2004) – Emi Saeki
- Tokyo Friends (en) (Fuji TV, 2005) – Maki Abiko
- Slow Dance (2005) – Ayumi Hirose
- Unfair (Fuji TV, 2006) – Rieko Matsumoto
- Happy! (TBS, 2006) – Choko Ryugasaki
- Oishii Propose (TBS, 2006) – Saori Shimazaki
- Taiyou no Uta (TBS, 2006) – Yuuko Miura
- Happy! 2 (TBS, 2006) – Choko Ryugasaki